# Love for Sale (singel)
Love for Sale – utwór Cole’a Portera, wykorzystany broadwayowskim musicalu The New Yorkers z 1930 roku. W późniejszych latach wykonywany m.in. przez: Billie Holiday, Mel Tormé, Jacky Terrasson, k.d. lang, Tony Bennett i Lady Gaga.

## Historia piosenki
8 grudnia 1930 roku miała miejsce premiera musicalu The New Yorkers, autorstwa Cole’a Portera. Fabuła sztuki dotyczyła romansu zamożnej Alice Wentworth z Alem Spanishem, właścicielem klubu nocnego i przemytnikiem. Para dokonuje wielu przestępstw w drodze po majątek i sławę.
Piosenka „Love for Sale” została napisana na potrzeby musicalu i została wykonana w pierwszym akcie, przez Kathryn Crawford, wraz z June Shafer, Idą Pearson i Stellą Friend. Postacie, w które wcielały się aktorki były prostytutkami, co spowodowało kontrowersje związane z utworem i nie został on dopuszczony do grania w stacjach radiowych. Warstwa liryczna utworu skupia się na aspekcie pracy głównych bohaterek, jako „młodej miłości na sprzedaż”.

## Wersja Lady Gagi i Tony’ego Bennetta

### Tło i wydanie
Po sukcesie albumu kolaboracyjnego między Lady Gagą i Tonym Bennettem w 2014 roku, piosenkarze postanowili nagrać drugi album; tym razem składający się w całości z utworów Cole’a Portera. W latach 2018–2020 trwały sesje nagraniowe, a po ich zakończeniu nazwano album na wzór piosenki „Love for Sale”, ponieważ był to ulubiony utwór Bennetta z repertuaru Portera. Album został wydany 1 października 2021 roku i otrzymał Nagrodę Grammy za Najlepszy tradycyjny JAZZ / POP album.
Piosenka „Love for Sale” w wersji Gagi i Bennetta została wydana, jako drugi singiel promujący płytę wykonawców, 17 września 2021 roku. Utwór został wykonany w duecie z aranżacja fortepianu i trąbek, a warstwa liryczna utworu nie uległa zmianie. 18 września doszło do premiery teledysku do piosenki. Wideo prezentuje sesje nagraniowe piosenki w studio i ukazuje wycięte klipy pary śmiejącej się razem, przytulającej się nawzajem oraz rozprawiającej z członkami bandu. Joey Nolfi z Entertainment Weekly nazwał teledysk „wyciskaniem łzami”, „co podkreśla ich głęboką, wzajemną adorację, gdy wpatrują się z miłością w oczy podczas śpiewania melodii”. Cillea Houghton z ABC News zauważyła, że w teledysku „Gaga traktuje [sesję studyjną] bardziej jako występ niż tylko śpiewanie do mikrofonu”.

### Odbiór i występy na żywo
Wykonanie Lady Gagi i Tony’ego Bennetta spotkało się z pozytywnymi recenzjami. Według Derricka Rossignola z Uproxx, piosenka „pokazuje, że Bennett nie stracił kotletów wokalnych nawet w wieku 95 lat i że Gaga pozostaje doskonałym akompaniamentem dla legendy”. Ross Horton z The Line of Best Fit uważał, że „Love for Sale”, wraz z dwoma utworami otwierającymi album „It’s De-Lovely” i „Night and Day”, pokazują, jak dobrze wokal duetów się łączą, mówiąc: „Głosy Bennetta i Gagi wydają się odbijać od siebie, ośmielić i ożywiać”. Mary Siroky z Consequence uważa, że duet „nasyca tytułowy utwór orzeźwiającą, szczerą energią”.
2 lipca 2021 roku odbył się kameralny koncert nagrywany przez MTV Unplugged, podczas którego Lady Gaga i Tony Bennett wykonali utwory z nowej płyty, w tym „Love for Sale”. Piosenka została wykonana podczas koncertu One Last Time: an Evening with Tony Bennett and Lady Gaga. Piosenka została wykonana przez Gagę podczas swojej rezydencji Jazz & Piano Vegas, oraz na 64. dorocznym rozdaniu nagród Grammy. Występ podczas ceremonii został przyjęty pozytywnie i uznany za jeden z najlepszych podczas wieczoru.

## Inne wersje
W 1954 roku piosenka została wykonana i nagrana przez Billie Holiday. W 1956 roku cover utworu znalazł się na płycie Ella Fitzgerald Sings the Cole Porter Song Book. Piosenka znalazła się na minialbumie Shirley Bassey. W 1965 roku utwór został wykonany przez Arethę Franklin.